# Андреас Боурані
Андреас Боурані (нім. Andreas Bourani; нар. 2 листопада 1983, Аугсбург) — німецький автор-виконавець.

## Кар'єра
Народився у єгипетських батьків і прийнятий як немовля німецькою родиною в Аугсбурзі, на південному заході Баварії. У молодості він навчався в приватній музичній школі. Він жив тимчасово в Мюнхені й переїхав у 2007 році до Берліна. 2010 року він отримав контракт про запис з Universal Music й відкривав концерти Філіпа Пвазеля й «Culcha Candela» У червні 2011 року Бурані випустив свій дебютний альбом «Staub & Fantasie». Другий студійний альбом «Hey» вийшов у травні 2014 року.

## Студійні альбоми
| Рік  | Назва            | Обсяг продажів                                                     |
| 2011 | Staub & Fantasie | Золотий диск (Німеччина)                                           |
| 2014 | Hey              | Тричі платиновий диск (Німеччина), Тричі платиновий диск (Австрія) |

### Сингли
- Nur in meinem Kopf (2011)
- Eisberg (2011)
- Wunder (2012)
- Auf uns (2014)
- Auf anderen wegen (2014)
- Ultraleicht (2015)
- Hey (2015)